# Fuero de León
El Fuero de León son el conjunto de disposiciones dictadas en 1017 por el rey de León Alfonso V para todo el reino de León. Está compuesto por 48 preceptos de los que parte son normas de carácter general y el resto son disposiciones de ámbito local. Fue la primera recopilación de fueros en la península ibérica. Su datación ha sido siempre problemática, se sostiene que se promulgó el 30 de julio del año 1017 tras la reunión de la Curia plena celebrada en la ciudad. Así, según unos autores, de esta Curia habrían salido las disposiciones generales del Fuero y que tendrían validez en todo el Reino, manteniendo además que, posteriormente, en 1020, se habrían añadido los preceptos locales sobre la ciudad y el alfoz de León.
Trata temas como el derecho a la seguridad personal, el derecho a la propiedad privada, el derecho a la herencia de hombres y mujeres y las garantías judiciales. Se considera la primera declaración de derechos de la historia de Europa.

## Contenido

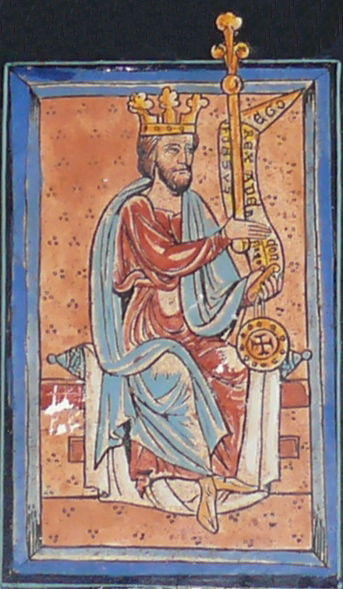
Miniatura que representa a Alfonso V de León.

Reciben el nombre de “Fuero de León” un conjunto de preceptos, decretados por el rey de León Alfonso V, que lo firma en conjunto con su madre la reina Elvira García, en un 'concilium' reunido en la primitiva catedral de León en el año 1017. A estos 20 preceptos se les añadieron otros 28 que regulaban la vida local en la ciudad de León. Al conjunto de estos preceptos, territoriales y locales, se les denominó “Fuero de León”.
El 'Forum Legionense' del año 1017 es uno de los más conocidos e importantes de la Edad Media. Inicialmente estaba escrito en latín y después se tradujo al gallego para que la gente lo comprendiera: como era una ley orientada a repoblar la ciudad de León, que otorgaba ventajas a quienes decidiesen ir a vivir allí, las personas debían enterarse bien de lo que decía. Así, serán las leyes territoriales más antiguas que se conocen en la España cristiana de la Edad Media.
El texto original en gallego empleado para publicar el facsímil data del siglo XIII, y  se encuentra en la Biblioteca Nacional, en Madrid. Se sabe que hubo otras ediciones anteriores, ya que la traducción debió ser casi inmediata a su aparición en latín, según García Arias.
Partes del Fuero
El Fuero consta en su totalidad de 48 preceptos. Los 20 primeros son de carácter general y se aplican a todo el reino y los 28 restantes corresponden en exclusiva a la capital y su alfoz.
Fuero del reino
Estos 20 primeros artículos se decretaron para ser aplicados en todo el reino de León, incluyendo León, Galicia, Asturias y Castilla. Destacan los siguientes preceptos:
- Se regula la posesión pacífica de los bienes por parte de la Iglesia. También se busca proteger a sus miembros, tanto del clero secular como regular, confirmando su autoridad judicial y la autoridad directa del obispo.
- Una cierta autonomía judicial, y unas mínimas garantías jurídicas.
- Un intento de separación de la Iglesia y el Estado.
- Relación entre rey y pueblo. Protección de personas y bienes. Esto será una innovación importante.
- También se habla del matrimonio, protegiendo a la mujer y sus bienes, propio de la legislación leonesa. Se especifica el derecho de la mujer a heredar.
- Obligación de pagar impuestos al monarca.
- Obligación de acudir al fonsado, o sea, al llamamiento de guerra, excepto para los caballeros recién casados, porque debían engendrar un hijo.[5]

Fuero de la ciudad
De entre las 28 normas relativas a la ciudad de León y su alfoz destacan las siguientes:
- Se define el territorio del alfoz de León, que abarca Santas Martas, Quintanilla del Camino de Cea, Cifuentes, Villoria, Villafeliz, Milleras, Cascantes, Villadelid, Villar de Mazarife, el Valle del Ardón y el territorio de los Oteros. Toda esa gente dependía de la ciudad y tenían unas obligaciones, que tenían el objetivo de favorecer la residencia en la capital, atraer población, sobre todo artesanos y comerciantes: toneleros, panaderos, carniceros, etc. Todos ellos tendrán la protección del rey, que llega a extremos de que le reducen los impuestos, e incluso ciertos privilegios, como no pagar el portazgo en la entrada.
- Se reglamenta la propiedad privada y la inviolabilidad del hogar.
- Inmunidad a la mujer en ausencia del marido.
- También se estipula la obligación de los leoneses de establecer una vez al año, solía ser en cuaresma, las medidas de pan, vino y carne, y el salario de los trabajadores.
- “Paz de mercado” los miércoles, imponiéndose sanciones a los que la violaran.
- Se establecen los medios de las pruebas y las formas de las pesquisas.
- Se regulan los oficios artesanales, de modo que cada uno solo trabajase en su oficio.

Así, este fuero anticipa la creación de un concejo embrionario, aunque esta idea es discutida por quienes sostienen que no tenía carácter político, sino judicial. Quienes sí apoyan la idea de un concejo con funciones políticas concluyen que León sería la primera urbe medieval europea. Esta opinión es la que prevalece entre los historiadores, dado que aparecen figuras propias solo del concejo político como el merín o el sayón.
Del Fuero de 1017 surgirá un habeas foral muy relacionado o copiado de esta, como el de Carrión de los Condes y los Fueros de Benavente, que al mismo tiempo serán las bases de posteriores fueros cántabros y asturianos.

## Difusión
Aparte de las copias del documento que existen en Braga y Oviedo, muchas de las disposiciones de este fuero se copiaron en los fueros leoneses posteriores, como los de Rabanal del Camino, Villafranca del Bierzo o Puebla de Sanabria.
Así mismo, el fuero de Benavente es una copia del de León y al mismo tiempo fue la base de los fueros de las villas cántabras y asturianas.

## Relevancia
Tan solo en el siglo XVII empezó a surgir interés por la importancia de este texto legal para la historia europea. Su estudio fue iniciado por los primeros historiadores renacentistas. En los siglos posteriores los eruditos españoles usaron la copia del "Liber Testamentorum" ovetense para hacer las críticas del texto.
Sin embargo, en 1922 Claudio Sánchez Albornoz encontró en el Archivo Distrital de Braga (Portugal) una copia anterior, que fue la que sirvió para volver a considerar la importancia de este texto. Varios catedráticos lo consideran la primera representación de los derechos fundamentales de los ciudadanos en la historia de Europa.

## Datación
Hasta los inicios del siglo XX se consideraba el año 1020 como su fecha de creación, de acuerdo a las conclusiones del estudio que hizo Claudio Sánchez Albornoz del "Liber Testamentorum", si bien Ramón Menéndez Pidal sostenía que es anterior y que el año de redacción es el 1017. En 1992 Gonzalo Martínez Díaz concluyó que el fuero se promulgó un 30 de julio de 1017, basándose en la copia de Braga que es anterior a la de Oviedo.